# Upper Bush
Upper Bush – osada w Anglii, w hrabstwie ceremonialnym Kent, w dystrykcie (unitary authority) Medway. Leży 14 km na północny zachód od miasta Maidstone i 42 km na wschód od centrum Londynu.